# Othmar Doublier
Othmar Doublier (* 4. September 1865 in Wien; † 29. April 1946 ebenda) war ein österreichischer Rechtshistoriker und Bibliothekar.

## Leben
Als Sohn des Lehrers Laurenz Doublier wurde Othmar Doublier am 4. September 1865 in Wien geboren. 1887 begann er ein zweijähriges Studium am Institut für Österreichische Geschichtsforschung und bezog anschließend die Universität Freiburg, die ihn zum Doktor der Rechte promovierte. Als königlich-kaiserlichen Bibliothekar am Archiv sowie der Bibliothek des Finanzministeriums sandte man ihn 1893 zurück nach Wien, zwei Jahre später wechselte er zur dortigen Nationalbibliothek. Deren Vizedirektor wurde er 1918, zugleich auch Hofrat sowie Mitglied der rechtshistorischen Staatsprüfungskommission. Am 29. April 1946 starb er 80-jährig.

## Werke
- Artikel zu Ignaz Kuranda in der Allgemeinen Deutschen Biographie
- Geschichte der Wiener Zeitungen (1929/1930)